# Рафаель Ворнок
Рафае́ль Ґамаліє́ль Во́рнок (23 липня 1969 , Саванна, Джорджія ) — американський пастор і політик, член Демократичної партії, сенатор від Джорджії. Переміг свою опонентку-республіканку Келлі Леффлер у другому турі. Перемога Ворнока та Джона Оссоффа на виборах до Сенату США повернула Демократичній партії контроль над верхньою палатою Конгресу.
Ворнок є старшим пастором баптистської церкви «Ебенезер» в Атланті з 2005 року. У січні 2020 року вирішив брати участь у виборах до Сенату США. Його кандидатуру підтримали колишні президенти Джиммі Картер і Барак Обама, а також Корі Букер, Шеррод Браун, Кірстен Джиллібранд, Джефф Мерклі, Кріс Мерфі, Берні Сандерс, Браян Шац, Елізабет Воррен, Стейсі Абрамс та Демократичний комітет сенаторської агітації.
Ворнок став першим демократом-афроамериканцем, який представлятиме Джорджію — колишній конфедеративний штат — у Сенаті.
Переобраний на виборах до Сенату 2022 року, забезпечивши демократам 51 місце в Сенаті.